# Иловайская, Варвара Дмитриевна
Варва́ра Дми́триевна Илова́йская (1858 — 10 мая 1890) — русская оперная певица, Первая жена учёного-историка, археолога, филолога и искусствоведа Ивана Владимировича Цветаева, Дочь историка Дмитрия Ивановича Иловайского.

## Биография
Родилась в семье известного учёного, историка, профессора Московского Государственного университета Д. И. Иловайского, автора исследований по истории Государства Российского, многочисленных и самых популярных учебников по истории России. Мать В. Д. Иловайской скоропостижно скончалась от болезни крови в возрасте тридцати с небольшим лет.
Обучалась пению в Италии. В 1880-х годах стажировалась у лучших мастеров своего времени. Брала уроки вокала у Аделины Патти, всемирно известной оперной примы, которая была близким другом семьи Иловайских.
Варвара Дмитриевна была первой женой Ивана Цветаева, известного искусствоведа, филолога, профессора Московского университета, директора Румянцевского музея и основателя Музея изящных искусств на Волхонке (ныне Государственный музей изобразительных искусств имени А. С. Пушкина), во втором браке — отца известной поэтессы Марины Цветаевой.
В ранней молодости Варвара Дмитриевна влюбилась в женатого мужчину, но по воле своего властного отца вышла замуж за профессора Цветаева. В качестве приданого ей в 1880 году был дан отцом дом в центре Москвы в Трёхпрудном переулке, ставший домом Цветаевых.
Брак с Цветаевым длился 10 лет. Она была «женщина-праздник». Супруг очень её любил и не мог смириться с ранней смертью Варвары Дмитриевны, по словам дочери, «первой и вечной любви, вечной тоски моего отца».
Дети от этого брака:
- Валерия Цветаева (1883—1966) — организатор, руководитель и одна из преподавательниц Государственных курсов искусства движения (20-е — 30-е годы, на базе ВХУТЕМАС, г. Москва).
- Андрей Цветаев (19 апреля 1890 — 6 апреля 1933) — юрист по образованию, художник-декоратор, специалист по западноевропейской живописи и фарфору, знал не менее пяти языков. После кончины отца Андрей унаследовал дом в Трёхпрудном переулке. Умер в 42 года от туберкулёза[1][2][3].

Умерла от тромбофлебита через несколько дней после рождения сына.
Посмертный портрет Варвары Иловайской, написанный художником по фотографиям и указаниям И. В. Цветаева, в настоящее время хранится в Музее семьи Цветаевых, с. Ново-Талицы Ивановского района Ивановской области.